# Joshua Tarling
Joshua Tarling (* 15. Februar 2004 in Aberaeron) ist ein britischer Radsportler aus Wales, der auf Straße und Bahn aktiv ist.

## Sportlicher Werdegang

### Frühe Jahre
Joshua Tarling wuchs gemeinsam mit seinem älteren Bruder Finlay in der walisischen Küstenstadt Aberaeron auf. Im Jahr 2012 gründeten seine Eltern das West Wales Cycle Racing Team, das im Cardigan Bay Karting Centre trainierte. Tarling begann im Alter von sechs Jahren mit dem Radsport und war in den Nachwuchsklassen auf der Straße, Bahn, Cyclocross und vereinzelt auch im Mountainbike-Sport aktiv. In den Jahren 2019 und 2020 fuhr er für das Backstedt Cycling Team, das von dem ehemaligen Paris–Roubaix-Sieger Magnus Bäckstedt geleitet wurde.
Als Junior wechselte Joshua Tarling im Jahr 2021 zum belgischen Flanderscolor-Galloo Team. Bei seinen ersten nationalen Junioren-Meisterschaften holte er fünf Medaillen (eine auf der Straße und vier auf der Bahn), wobei er britischer Juniorenmeister im Punktefahren wurde. Im August ging er bei den Bahnradsport-Europameisterschaften der Junioren an den Start und sicherte den Titel im Omnium und in der Mannschaftsverfolgung. Wenige Wochen später ging er bei seinen ersten Straßenradsport-Weltmeisterschaften an den Start und wurde hinter dem Dänen Gustav Wang Vize-Weltmeister im Einzelzeitfahren der Junioren. Am Ende der Saison ging er bei den SPIE Internationale Junioren Driedaagse an den Start, wo er Zweiter der Gesamtwertung wurde und das Zeitfahren der 2. Etappe gewann.
In seinem zweiten Juniorenjahr wurde Joshua Tarling im Alter von 18 Jahren britischer Meister im Punktefahren der Elite-Klasse. Tags drauf setzte er sich mit Rhys Britton, Harvey McNaughton, Joe Holt und William Roberts auch in der Mannschaftsverfolgung durch. Auf der Straße feierte er im Anschluss mehrere Erfolge und gewann jeweils ein Zeitfahren der Tour de Gironde, Trophée Centre Morbihan und Saarland Trofeo, wobei er sich bei Ersterer auch in der Gesamtwertung durchsetzte. Weiters wurde er mit einem Vorsprung von mehr als einer Minute britischer Junioren-Meister im Einzelzeitfahren. Im Juli kehrte Joshua Tarling auf die Bahn zurück und sicherte sich bei Bahnradsport-Europameisterschaften drei Bronzemedaillen in der Juniorenklasse. Nachdem er Wales bei den Commonwealth Games in der Einerverfolgung vertreten hatte, folgten zwei weitere nationale Titel im Madison und Punktefahren der Junioren. Seinen bis dahin größten Erfolg erzielte Joshua Tarling jedoch auf der Straße, als er bei den Weltmeisterschaften im australischen Wollongong Weltmeister im Einzelzeitfahren der Junioren wurde. Weiters gewann er am Ende der Saison den Junioren-Bewerb des Chrono des Nations.

### Profivertrag bei den Ineos Grenadiers

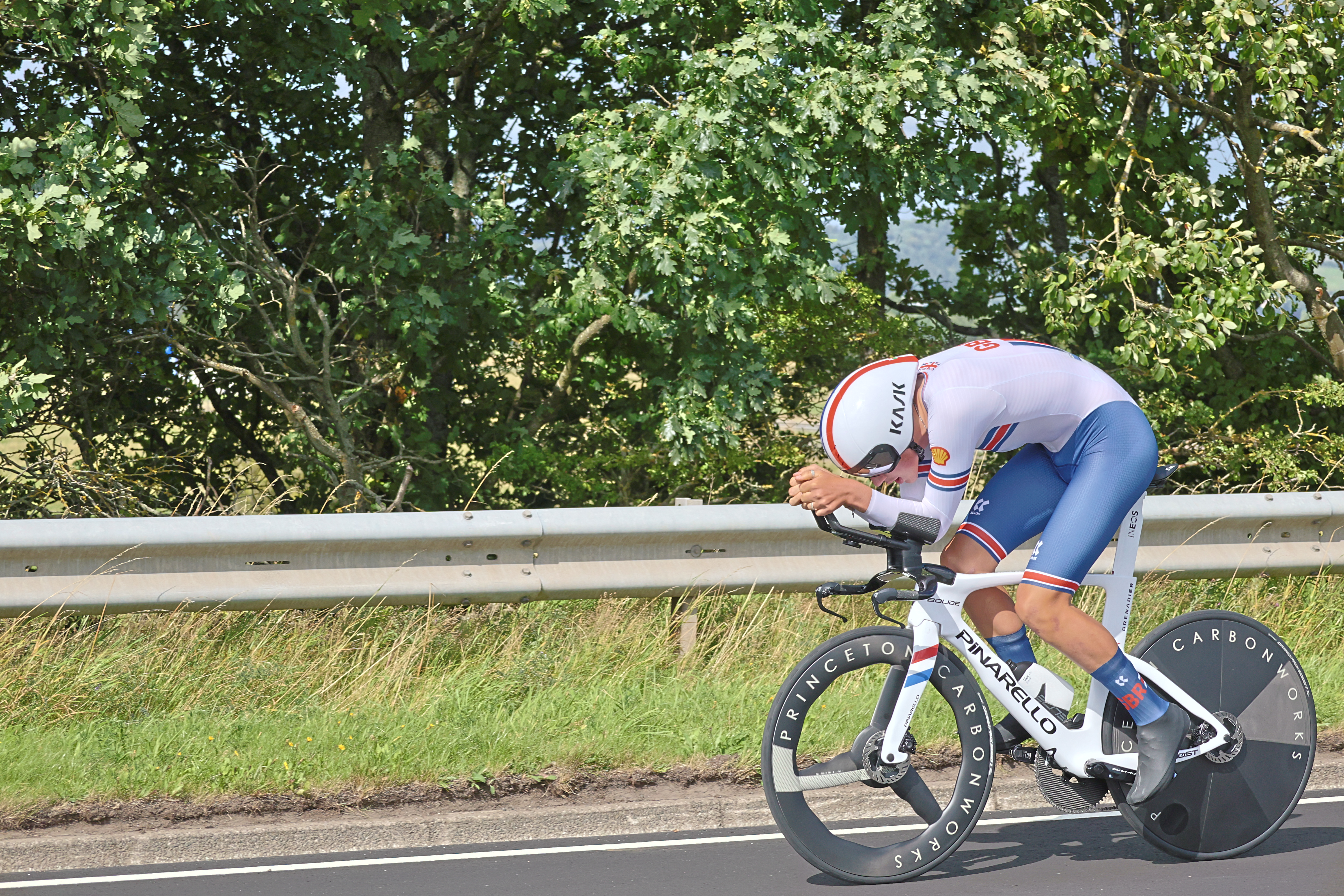
Im Jahr 2023 wird Joshua Tarling Dritter im Einzelzeitfahren der Radsport-Weltmeisterschaften

Bereits im August des Jahres 2022 wurde bekanntgegeben, dass der erst 18-jährige Joshua Tarling einen Dreijahresvertrag bei dem britischen UCI WorldTeam Ineos Grenadiers unterschieben hatte. Sein Saison-Debüt gab er beim Étoile de Bessèges 2023, wo er sich in seinem ersten Einzelzeitfahren der Elite-Klasse nur dem Dänen Mads Pedersen geschlagen geben musste. Weiters ging er bei mehreren Frühjahres-Klassikern an den Start und erreichte als jüngster Fahrer seit 86 Jahren das Ziel von Paris–Roubaix. Er wurde jedoch nicht gewertet, da er das Zeitlimit nach zwei Stürzen um mehr als sechs Minuten verpasste. Im Juni krönte er sich im Alter von 19 Jahren zum bis dahin jüngsten britischen Zeitfahrmeister der Geschichte. Wenige Wochen später ging er als U23 bei den Bahnradsport-Europameisterschaften an den Start und holte nach Platz drei in der Einerverfolgung gemeinsam mit Josh Charlton, Joshua Giddings und Noah Hobbs die Goldmedaille in der Mannschaftsverfolgung. Im Anschluss kehrte Tarling auf die Straße zurück und wurde hinter seinem Teamkollegen Filippo Ganna Gesamtzweiter der Tour de Wallonie. Er setzte sich jedoch in der Nachwuchswertung der Rundfahrt durch.
Am Ende der Saison 2023 ging Joshua Tarling bei den Radsport-Weltmeisterschaften in Glasgow an den Start, wo er hinter Remco Evenepoel und Filippo Ganna die Bronze-Medaille im Einzelzeitfahren gewann. Kurz darauf gewann er das Zeitfahren der Renewi Tour, womit er nach Remco Evenepoel erst der zweite Fahrer war, der im Alter von 19 Jahren einen Bewerb der UCI WorldTour für sich entscheiden konnte. Rund ein Monat später wurde er im niederländischen Emmen Europameister im Einzelzeitfahren. Bei seinem letzten Rennen der Saison setzte er sich beim Chrono des Nations vor Remco Evenpoel durch.

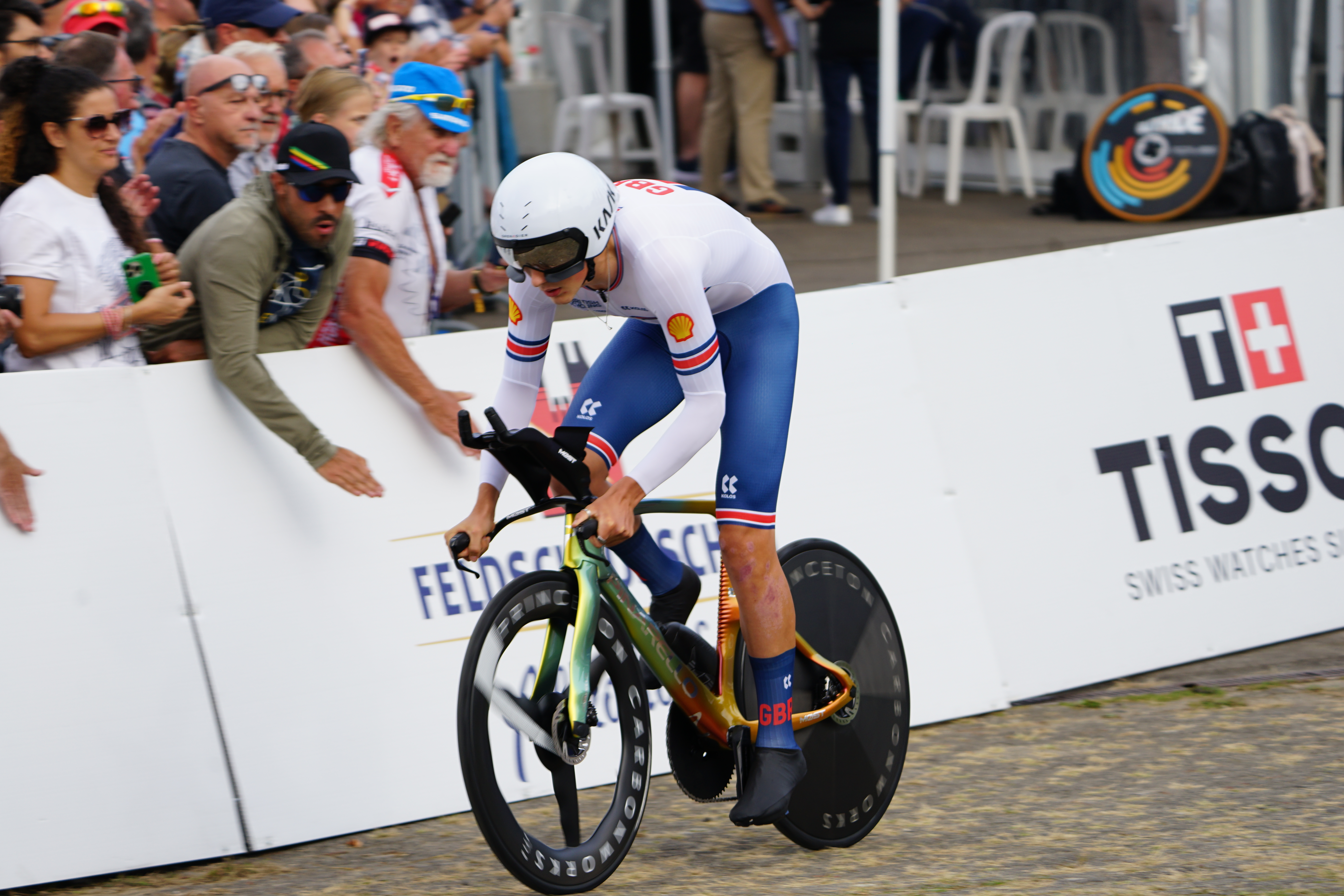
In Zürich verpasst Tarling als Vierter eine Medaille bei der WM 2024

Zu Beginn der Saison 2024 ging Joshua Tarling beim UCI Track Cycling Nations’ Cup in Adelaide an den Start und gewann gemeinsam mit William Tidball, Rhys Britton, Charlie Tanfield und Josh Charlton die Mannschaftsverfolgung. Für den Rest der Saison bestritt er jedoch vorrangig Straßenrennen. Im Februar setzte er sich überlegen im Einzelzeitfahren der asturischen Rundfahrt Gran Camiño durch, dessen Zeiten aufgrund des starken Windes nicht in die Gesamtwertung einflossen. Bei den Frühjahres-Klassikern zeigte Tarling bei Dwars door Vlaanderen auf, als er rund 50 Kilometer vor dem Ziel als Solist zu der Spitzengruppe aufschloss und schlussendlich den sechsten Platz belegte. Bei Paris–Roubaix wurde er nach den ersten Pavé-Sektoren disqualifiziert, da er sich am Teamauto festgehalten hatte, um nach einer Panne wieder Anschluss zur Spitzengruppe zu finden. Nachdem er zum zweiten Mal britischer Meister im Einzelzeitfahren geworden war und sich dabei mit einem Vorsprung von mehr als einer Minute durchsetzte, galt der erst 20-jährige als Mitfavorit bei den Olympischen Spielen von Paris. Im Einzelzeitfahren verpasste er jedoch aufgrund einer Reifenpanne um 2,16 Sekunden eine Medaille. Kurz darauf verpasste er im Auftaktzeitfahren der Vuelta a España seine Chance auf das Rote Trikot und gab sich im anschließenden Interview sehr niedergeschlagen. Sein Grand-Tour-Debüt endete auf der 9. Etappe, als er die Spanien-Rundfahrt wegen eines Sturzes frühzeitig aufgab. Am Ende der Saison verpasste Joshua Tarling als Vierter auch im Einzelzeitfahren der Straßenradsport-Weltmeisterschaften eine Medaille.
Im Jahr 2025 gab Joshua Tarling die Kopfsteinpflaster-Klassiker als Ziel aus. Seinen ersten Saison-Erfolg feierte er bei einem Einzelzeitfahren der UAE Tour, die als Etappenrennen der UCI WorldTour gilt. Nach den Frühjahresklassikern, bei denen er kein nennenswertes Resultat einfahren konnte, ging er beim Giro d’Italia 2025 an den Start, wo er das Einzelzeitfahren der 2. Etappe gewann. Er setzte sich dabei mit einer Sekunde Vorsprung vor dem Slowenen Primož Roglič durch.

## Erfolge

### Bahn
2021
- Junioren-Europameister – Omnium, Mannschaftsverfolgung (mit Josh Charlton, Joshua Giddings und Ross Birrell)
- Britischer Junioren-Meister – Punktefahren

2022
- Britischer Meister – Punktefahren, Mannschaftsverfolgung (mit Rhys Britton, Harvey McNaughton, Joe Holt und William Roberts)
- Junioren-Europameisterschaft – Einerverfolgung, Madison (mit Dylan Hicks), Mannschaftsverfolgung (mit Ben Wiggins, Dylan Hicks und Noah Hobbs)
- Britischer Junioren-Meister – Punktefahren, Madison (mit Noah Hobbs)

2023
- U23-Europameister – Mannschaftsverfolgung (mit Josh Charlton, Joshua Giddings und Noah Hobbs)
- U23-Europameisterschaft – Einerverfolgung

2024
- Nations Cup in Adelaide – Mannschaftsverfolgung (mit William Tidball, Rhys Britton, Charlie Tanfield und Josh Charlton)

### Straße
2021
- Junioren-Weltmeisterschaft – Einzelzeitfahren
- eine Etappe Internationale Junioren Driedaagse van Axel

2022
- Gesamtwertung und eine Etappe Tour de Gironde
- eine Etappe und Bergwertung Trophée Centre Morbihan
- eine Etappe Saarland Trofeo
- Junioren-Weltmeister – Einzelzeitfahren

2023
- Britischer Meister – Einzelzeitfahren
- Nachwuchswertung Tour de Wallonie
- Weltmeisterschaft - Einzelzeitfahren
- Europameister - Einzelzeitfahren
- Chrono des Nations

2024
- eine Etappe Gran Camiño
- Britischer Meister – Einzelzeitfahren

2025
- eine Etappe UAE Tour
- eine Etappe Giro d’Italia

## Wichtige Platzierungen
| Grand Tour            | 2023 | 2024 | 2025 |
| --------------------- | ---- | ---- | ---- |
| Giro d’ItaliaGiro     | –    | –    | DNF  |
| Tour de FranceTour    | –    | –    | …    |
| Vuelta a EspañaVuelta | –    | DNF  | …    |

| Weltmeisterschaft        | 2023 | 2024 |
| ------------------------ | ---- | ---- |
| StraßenrennenStraße      | –    | –    |
| EinzelzeitfahrenEZF      | 3    | 4    |
| MannschaftszeitfahrenMZF | –    | –    |

| Monument                 | 2023 | 2024 | 2025 |
| ------------------------ | ---- | ---- | ---- |
| Mailand–Sanremo          | –    | –    | –    |
| Flandern-Rundfahrt       | –    | 17   | –    |
| Paris–Roubaix            | DNF  | DSQ  | 52   |
| Lüttich–Bastogne–Lüttich | –    | –    |      |
| Lombardei-Rundfahrt      | –    | –    |      |